# Piper Curda
Piper Joy Curda (ur. 16 sierpnia 1997 w Tallahassee) – amerykańska aktorka i piosenkarka. Występowała jako Jasmine w serialu Disneya To nie ja.

## Życiorys
Piper Curda urodziła się w Tallhassee na Florydzie, a wychowała się w Chicago. Pod względem starszeństwa jest drugim dzieckiem spośród pięcioro dzieci w rodzinie. Zadebiutowała w wieku 9 lat z jej siostrą Riley w produkcji teatralnej pt. The King and I na Drury Lane Theatre. Dostała rolę Roly Poly w broadwayowskim spektaklu 101 dalmatyńczyków.
Fani Disney Channel znają Piper z roli Casey w popularnym serialu na Disney.pl pt. Rule the Mix, a także z występu w pięciu odcinkach popularnego serialu Disneya Nadzdolni, gdzie grała Kennedy Van Buern/Kumiko Hashimoto. Curda grała także w takich produkcjach jak: Rizzolli and Isles, Malibu Country, Body of Proof i Law and Order: SVU. Podkładała głos Debby Kang w animowanym serialu Disney XD Randy Cunningham: Nastoletni Ninja.
Wydała single „Losing You” (iTunes i YouTube) oraz „Messing With My Head” (iTunes).

## Filmografia
Filmy:
- 2016: School Spirits jako Tara
- 2015: Teen Beach 2 jako Alyssa
- 2013: Phys ed jako Nancy
- 2013: Save the Date jako Jill
- 2013: Reading Writing & Romance jako Fiona
- 2012: Shmagreggie Saves the World jako Meghan
- 2008: Nothing Like the Holidays jako Dziecko sąsiadów

Seriale:
- 2014-2015: To nie ja (serial telewizyjny)
- 2014: Liv i Maddie jako Kathy Kan
- 2013-2014: Nadzdolni jako Kennedy Van Buren
- 2013: Rizzoli & Isles jako Megan
- 2012: Malibu Country jako Bethany / Leyna
- 2011-2012: Rule the Mix jako Casey
- 2011: Law & Order: Special Victims Unit jako Ella Mendez
- 2011: Anatomia prawdy jako Alice